# دموع الغولة (مجموعة قصصية)
دموع الغولة هي مجموعة قصصية ألفها الكاتب والسياسي المغربي أحمد الدغرني سنة 1983. وقد صدرت عن دار الطباعة الحديثة بالدار البيضاء، وتتكون من 96 صفحة من الحجم الصغير.  

## المحتوى
يحتوى الكتاب على 14 قصة مقتبسة من الموروث المغربي المحكيّ والرمزي، حيث تتكون المجموعة من العناوين التالية:
- حاجيتكم
- عدة الوفاة
- موت سائق
- بيت طوب
- عشاء
- ماء القنصرة
- دموع الغولة التي أكلت طفليها
- تواب
- مراجعة أكلة
- صندوق الجوائز
- اليوم والمدينة
- جزيرة عوا
- ديمومة البواب
- احمد الدغرنيطريق الرميلة

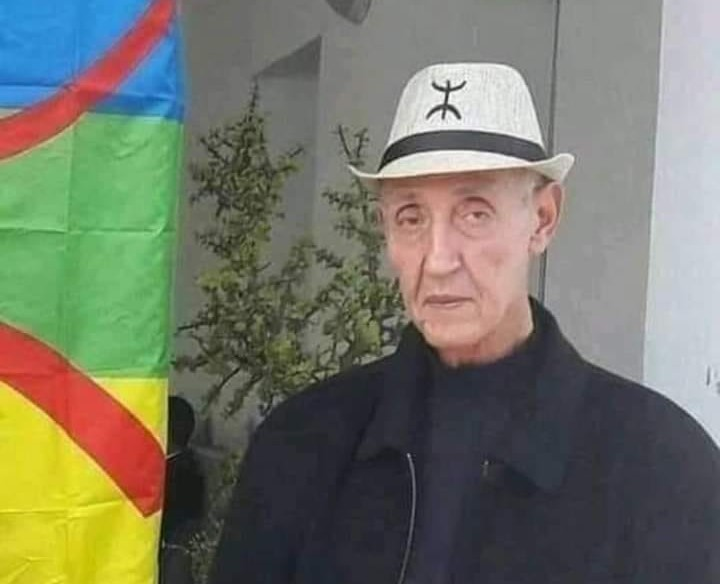
احمد الدغرني

- ويحضر الموروث المغربي الرمزي بقوة داخل الكتاب، حيث تضم القصص إيحاءات وإشارات إلى كثير من المشاهدات في حياتنا اليومية كما الحالية أو كما كانت فيما مضى وأصبحت من الموروث المحكي أو من الوقائع التي كانت تحكى بطريقة رمزية.

## اهمية الكتاب
تعد "دموع الغولة" مجموعة قصصية تتجاوز البعد الحكائي لتقدم رؤية نقدية للمجتمع المغربي، حيث يوظف أحمد الدغرني خبرته السياسية ونضاله الحقوقي في خدمة نصوص ذات بعد اجتماعي وثقافي عميق. ترسم القصص ملامح مجتمع متنوع من خلال شخصيات من الهامش، وتلتقط لحظات التحول في القيم والعلاقات، مع حضور واضح لأسئلة الهوية والانتماء.
تمزج المجموعة بين فضاءات قروية وحضرية، وتستحضر التراث الشعبي في حوار مع قضايا العصر، بينما تأتي "الغولة" كرمز لقوى القمع والخوف، وتُجسّد الدموع الألم الإنساني والأمل في التغيير. بهذا المزج بين الواقعي والرمزي، تقدم المجموعة نصوصًا مفتوحة على التأويل، تعكس توتر الواقع ورغبة الفرد في تجاوز قيوده.

## مقتطفات
(( ... ووضعت الغولة ما تبقى لديها من حطب و ازدادت إنارة المكان فرأت اليتيمين يعانق أحدهما للآخر ، فصارت تندب و تمزق أثوابها و تنتف شعر رأسها، باكية، بينما تسرب لهيب النار إلى الغول الذي صرع و اشتعلت ألسنة اللهب في شعر لحيته و امتدت إلى كل جسمه الذي احترق ، و فقأت الغولة عينيها ، و تاهت في الغابة تولول و تبكي إلى أن ماتت ندما على غلطتها ، و نام الطفلان هادئين إلى الصباح ...))

## أسلوب المجموعة القصصية
تتميز مجموعة دموع الغولة القصصية، التي ألفها الكاتب المغربي أحمد الدغرني سنة 1983، بأسلوب سردي يجمع بين الرمزية والأسطورة، حيث يوظف الكاتب عناصر من التراث الشعبي المغربي، خاصة شخصية "الغولة"، لإعادة بناء حكايات ذات طابع غرائبي وتراجيدي. تتسم اللغة في المجموعة بالبساطة والتكثيف، وتغلب عليها النبرة الحزينة والتأملية، كما تتخللها مشاهد درامية تعكس صراعات وجودية وأخلاقية، وتُبرز ملامح من الهامش الاجتماعي والثقافي. ويعتمد الدغرني في قصصه على تقنيات الحكاية التقليدية، مثل التكرار والتصعيد، مع توظيف صور بلاغية قوية تُضفي على النصوص طابعًا شعريًا، مما يجعل المجموعة أقرب إلى سرديات الحكمة والأسطورة منها إلى القصة الواقعية.

## دلالة العنوان
عنوان "دموع الغولة" مستلهم من الموروث الشعبي المغربي، حيث تُجسد "الغولة" في الثقافة الشعبية كائنًا أسطوريًا مخيفًا، بينما ترمز "الدموع" إلى لحظات الانكسار والهشاشة. يحمل العنوان أبعادًا رمزية متعددة، إذ يمكن قراءته على المستوى الاجتماعي والثقافي بوصفه إحالة إلى تفكك صورة "الشر المطلق" وكشف الجانب الإنساني أو المأساوي خلف مظهر القوة، كما يمكن تأويله سياسيًا باعتباره رمزًا للسلطة الجائرة أو البُنى القمعية التي تُرهب الأفراد، مع الإشارة إلى معاناتها أو ضعفها الكامن. يجمع العنوان بين توظيف الرموز الأسطورية والتراثية وقراءتها في سياق معاصر، مما يجعله مدخلًا دلاليًا يهيئ القارئ لعوالم المجموعة التي تمزج بين الأسطورة والواقع، وتفتح حوارًا بين الموروث الحكائي والتحليل الاجتماعي الحديث.

## الاثر
تُعد دموع الغولة من المحطات المبكرة في مسار القصة القصيرة المغربية خلال ثمانينيات القرن العشرين، وتميزت بمزج الحكاية الشعبية بالبعد الرمزي والسياسي. أعاد المؤلف توظيف شخصية الغولة، رمز الخوف في المخيال الشعبي، ككائن يحمل مشاعر ندم وعذاب داخلي، في خروج عن الصورة النمطية لها في التراث، ما أتاح المزج بين السرد الواقعي والبنية الميثولوجية، وجعل النصوص قادرة على جذب القارئ الشعبي والمثقف معًا. على المستوى الثقافي، ساهم العمل في إحياء الموروث الحكائي المغربي والأمازيغي ضمن قالب حداثي، وفتح مجال التأمل في القيم والأخطاء البشرية، بينما حملت خلفياته أبعادًا نقدية للمجتمع المغربي، من خلال تصوير القهر وضياع القيم، واستعمال الغولة كرمز للسلطة الجائرة أو المجتمع الذي يأكل أبناءه ثم يندم متأخرًا. تركت المجموعة أثرًا ملحوظًا على القصة القصيرة المغربية، إذ رسخت أسلوب المزج بين الموروث الشفهي والبنية الحديثة، وألهمت كتّابًا آخرين لتوظيف الأساطير والحكايات الشعبية برؤية إبداعية جديدة، كما أسهمت في إثراء النقاش الأدبي حول دور الموروث في صياغة هوية سردية مغربية معاصرة، وأظهرت إمكانية تطويع الحكاية الشعبية لتناول قضايا إنسانية وسياسية معقدة بلغة فنية رفيعة.